# Fastighetslagstiftning i Sverige
Fastighetslagstiftningen i Sverige utgår från Jordabalken. Där definieras fastighet i portalparagrafen (1 kapitlet 1 paragrafen) på följande vis:
| ”                | Fast egendom är jord. Denna är indelad i fastigheter. En fastighet avgränsas antingen horisontellt eller både horisontellt och vertikalt... | „ |
| – Lag (2003:626) | |   |

 Gränserna för en fastighet är de som är lagligen utmärkta på marken, till exempel genom råmärken.
Fast egendom eller mark kallas även allt annat som indelas i fastigheter och samfälligheter, till exempel vatten. Utöver fastigheter delas jorden i Sverige även in i samfälligheter, som till skillnad från fastigheter, som ägs av juridiska eller fysiska personer, är mark gemensamt ägd av flera fastigheter som har andelar i den.

## Tredimensionell fastighetsbildning
De flesta fastigheter avgränsas endast horisontellt genom gränser på marken. Fastigheter som avgränsas horisontellt och vertikalt kallas tredimensionella fastigheter (3D-fastigheter), och kan till exempel vara olika våningsplan eller olika lägenheter i samma byggnad. 
Tredimensionell fastighetsbildning är möjlig sedan 1 januari 2004 och sedan 1 maj 2009 är det även möjligt att bilda ägarlägenhetsfastigheter. I Jordabalken definieras
- en tredimensionell fastighet som "en fastighet som i sin helhet är avgränsad både horisontellt och vertikalt",
- ett tredimensionellt fastighetsutrymme som "ett utrymme som ingår i en annan fastighet än en tredimensionell fastighet, och som är avgränsat både horisontellt och vertikalt" och
- en ägarlägenhetsfastighet som "en tredimensionell fastighet som inte är avsedd att rymma annat än en enda bostadslägenhet".

## Gräns i vatten
Vatten i insjöar (med undantag av de största, se nedan) och åar ingår antingen i en viss fastighet (t.ex. en jordbruksfastighet eller vissa strandtomter) eller är samfällt för flera fastigheter.Ofta är gränsen mellan olika fastigheter i vattenområden outredd, men kan klaras ut genom en fastighetsbestämning. I Svensk rätt hanteras äganderätten till vattnet och till fisket var för sig. Vanligt förekommande är att vattnet är delat mellan angränsande fastigheter, men fisket är samfällt.
Vatten i hav och våra fyra största insjöar är antingen enskilt vatten, som ingår i fastigheter eller samfälligheter, eller allmänt vatten som inte anses ägas av någon.  Fastigheter som gränsar mot allmänt vatten sträcker sig i regel 300 meter ut, eller ut till tre meters djup om den djupkurvan finns inom 300 meters avstånd från strandlinjen.  Om det i stället för fastlandet är fråga om en ö, ska den vara längre än 100 meter.

## Fastighetstillbehör
Till en fastighet hör byggnader, och utrustning i dem, som finns där "för stadigvarande bruk".  Väl värt att notera är att reservdelar och dubbletter, av till exempel nycklar, inte räknas som byggnadstillbehör.  Inte heller fordon, kontorsutrustning eller handverktyg är byggnadstillbehör.
- Tillbehör till fastighet är vissa saker, såsom byggnader, ledningar och stängsel som placerats på fastigheten och även växtlighet på rot och naturligt gödsel.[6]
- Tillbehör till byggnad är i sin tur till exempel lås, nycklar, vattenledningar, värmepannor och så vidare. För vissa typer av byggnader, finns exempel på speciell utrustning som räknas som byggnadstillbehör.[7]
  - Bostäder: Vitvaror, badkar med mera
  - Butikslokaler: Kyldiskar, hyllor med mera
  - Lador: Utfodringsanläggning och mjölkmaskiner
  - Fabrikslokaler: Ventilations- och kylsystem
- Tillbehör till industri är slutligen maskiner med mera som används i verksamheten i en fastighet avsedd för industri.[8]

I vissa fall är byggnader, anläggningar och annat inte fastighetstillbehör.  Det gäller till exempel när någon som inte äger fastigheten tillfört något eller när fastighetsägaren tillfört något som han inte äger. Det gäller även då en ägare av en industrifastighet tillför något han har förvärvat, men där överlåtaren kan ta tillbaka det om fastighetsägaren inte uppfyller vissa villkor, under den tid villkoren gäller.Det kan till exempel vara en värmepump som ännu inte är avbetalad och där det finns ett återtagandeförbehåll.

## Fastighets- och kvartersbeteckning

### Från början på 1900-talet
En förordning utfärdades 13 juni 1908, där det bestämdes att samtliga fastigheter skulle åsättas en fastighetsbeteckning. Fastigheterna registrerades därmed i ett register som döptes till Jordaregistret. En fastighet kunde då till exempel få beteckningen "Kvarntorp 1:1". Om det fanns flera gårdar med samma namn, till exempel Kyrktorp, benämndes de nu "Kyrktorp 1:1", "Kyrktorp 2:1", etc. Avstyckningar från till exempel fastigheten "Stenvreten 1:1" benämndes "Stenvreten 1:2", "Stenvreten 1:3" och så vidare. Därmed kan man lätt ana fastigheters ursprung. I städer användes dock ett annat system (till exempel stg (stadsäga) 15+18, eller Haren 5).

### Från 1970-talet
Under 1970-talet genomfördes en reform som resulterade i att samtliga fastigheter fick en beteckning bestående av kommun (anges i regel inte inom kommunen), traktnamn, block (utom vissa kvartersfastigheter inom tätort) och enhetsnummer. Varje fastighetsbeteckning är unik inom kommunen, till exempel Backa 2:14, eller Svarven 1 (kvartersfastighet). Se vidare Trakt.

### Områden
En fastighet består ibland av flera från varandra avskilda områden ibland kallade skiften, figurer, littera eller ägor. Detta brukar till exempel på fastighetskartan markeras genom att man vid fastighetsbeteckningen även skriver områdesnumret. Eftersom områden kan tillkomma eller tas bort är numren ofta inte en löpande serie, utan vissa nummer har fallit bort genom ägarbyten. Begreppet skifte skall inte förväxlas med skifte i form av ägoskiften.

## Fastighetsbildning
Fastighetsbildning regleras av fastighetsbildningslagen och är det gemensamma namnet på de åtgärder som förändrar fastighetsgränser, samfälligheter och servitut. Fastighetsbildning får endast göras genom en så kallad fastighetsbildningsförrättning av en lantmätare på antingen Lantmäteriet eller en kommunal lantmäterimyndighet i en kommun som ansökt om att få upprätta en sådan.
Gemensamt för alla förändringar av fastighetsgränserna är att de resulterande fastigheterna måste vara lämpliga för sitt ändamål. Fastighetsbildning är någondera av:
- avstyckning, då en del av en fastighet avskiljs och blir en ny fastighet,
- klyvning, då en fastighet med flera ägare delas mellan ägarna,
- sammanläggning, då flera fastigheter läggs samman till en, eller
- fastighetsreglering, som kan vara att
  - fastighetsgränser flyttas,
  - andelar i en sammfällighet förs över mellan två fastigheter,
  - samfälligheter bildas,
  - servitut förändras, eller att
  - byggnader och anläggningar förs över mellan två fastigheter.

Det svenska regelverket villkorar förändringar i fastighetsindelningen till en prövning av förändringens lämplighet i olika avseenden, reglerat i fastighetsbildningslagens 3 kapitel. Lantmäteriet bedriver ett forskningsprojekt i samarbete med Kungliga Tekniska Högskolan för att utreda om den så kallade lämplighetsprövningen är relevant utifrån dagens samhällskrav, eller om den till exempel kan liberaliseras. 
En äldre form av fastighetsbildning är jordavsöndring . Dessa fastigheter var enklare att skapa. Gränserna är inte alltid lagligt fastställda då inte samma byråkratiska process genomfördes och råmärken utplacerades. Begreppet avskaffases i och med införandet av Jorddelningslagen 1928. 

### Överlåtelse av fast egendom
För att vara giltig måste en överlåtelse av en fastighet eller en del av den, det vill säga när den säljs, blir bytt mot en annan eller bortgiven, uppfylla några minimikrav Jordabalken ställer.  Man måste upprätta en skriftlig överlåtelsehandling, med en överlåtelseförklaring där det framgår att överlåtaren, den nuvarande ägaren, överlåter fastigheten eller en del av den till förvärvaren, den blivande ägaren, och det måste även finnas en underskrift av både överlåtaren och förvärvaren.  Vid köp av fastighet skall också köpeskillingen, priset, framgå.  Om man överlåter en del av en fastighet måste det framgå av överlåtelseförklaringen och man måste också ansöka om att få den delen avstyckad inom 6 månader.  Man måste också ansöka om att få överlåtelsen inskriven i fastighetsregistret, i de flesta fall inom tre månader.  Man får då en lagfart, det vill säga ett bevis på att man äger fastigheten.